# Bolivisión
Bolivisión è un'emittente televisiva nazionale boliviana con sede a La Paz e uno studio regionale a Santa Cruz.
Fondata nel 1992 è la più importante televisione pubblica boliviana.

## Storia
Bolivisión inizia a trasmettere nel 1992 con serie tv internazionali e programmi propri come "Noticiario Bolivision" e Bolivision al Dia.
Le figure principali legate a Bolivision sono Carola Castedo, Hector Uriarte e Lorena Herrera.
Attualmente Bolivisión è posseduta per il 70% dal Sistema Nazionale di Radiodiffusione Boliviana e al 30% dal gruppo Albavision.

## Principali programmi
- Notiziario Bolivision
- Bolivisión Al Día
- Streghe
- concurso América Celebra
- Terra Nostra (telenovela)
- Vecinos
- Fuego en la sangre (telenovela)
- Mi pecado
- Pantanal (telenovela)
- El Rey del Ganado
- Corazón Valiente
- La casa de al Lado
- El capo Estreno
- el Secretario

## Altri programmi
- Uefa Champions League
- Europei di calcio
- Olimpiadi

## Conduttori
- Carola Castedo
- Hector Uriarte
- Lorena Herrera
- Pablo Montaño
- Miriam Claros
- Richard Pereira
- Fabiola Llanos

## Slogan
- UN SOLO PAÍS, UN SOLO NOTICIERO (una sola nazione, un solo notiziario)